# A reimsi utazás
A reimsi utazás (olaszul Il viaggio a Reims, ossia l'albergo del Giglio d'Oro) Gioachino Rossini utolsó olasz nyelvű - egyfelvonásos - operája. Szövegkönyvét Giuseppe Luigi Balocchi írta Anne Louise Germaine de Staël Corinne, ou L'Italie című színműve alapján. Ősbemutatójára 1825. június 19-én került sor a párizsi Théâtre-Italienben. A művet Rossini felkérésre írta: X. Károly francia király megkoronázását ünnepelték vele. Az alkalmi jelleg magyarázza, hogy csupán négy előadása volt. A zene nagy részét Rossini később újrahasznosította Tell Vilmos című operájában. A művet a 20. század végéig elveszettnek gondolták, majd a 70-es években rekonstruálták.
A mű „cselekményének” a fő célja, hogy lehetőséget adjon a 14 főszereplő számára, hogy nehéz és látványos szólamokat énekeljenek. Talán ez is lehetett az oka annak, hogy a mű feledésbe merült: ma is nagyon nehéz olyan társulatot összehozni, amely képes elénekelni a darabot. Ennek ellenére napjainkban több, nagy sikerű előadása született.

## Szereplők
| Szereplő                                                                                                  | Hangfekvés   |
| --- | ------------ |
| Madame Cortese, az Arany Liliom gyógyszálló tulajdonosa                                                   | szoprán      |
| Folleville grófnő, fiatal özvegy                                                                          | szoprán      |
| Corrina, híres római költőnő                                                                              | szoprán      |
| Melibea márkinő, lengyel özvegyasszony, akinek férje, egy olasz generális, házasságuk éjszakáján halt meg | alt          |
| Libenskof gróf, orosz generális, Melibea hódolója                                                         | tenor        |
| Belfiore, francia tiszt és műkedvelő festő                                                                | tenor        |
| Lord Sidney, angol tábornok, Corrina titkos hódolója                                                      | basszus      |
| Don Alvaro, spanyol admirális, Melibea hódolója                                                           | bariton      |
| Trombonok báró, német tiszt és zenekedvelő                                                                | basszus      |
| Don Profondo, műgyűjtő, Corrina barátja                                                                   | tenor        |
| Don Prudenzio, orvos                                                                                      | basszus      |
| Modestina, Folleville grófnő komornája                                                                    | mezzoszoprán |
| Don Luigino, Folleville hercegnő unokafivére                                                              | bariton      |
| Maddalena, takarítónő a szállóban                                                                         | mezzoszoprán |
| Antonio, a hotel főpincére                                                                                | bariton      |
| Zefirino, küldönc                                                                                         | tenor        |
| Gelsomino, inas                                                                                           | tenor        |
| Delia, görög lány, Corrina utazótársa                                                                     | szoprán      |

## Cselekmény
Helyszín: Plombières, Franciaország
Idő: 19. század eleje
Az Arany Liliom gyógyszállóban nemzetközi vendégsereg gyűlt össze: Corrina, a római költőnő és titkos imádója, lord Sidney; a divatbolond, hiú Folleville grófnő; Don Prudenzio, a kétbalkezes orvos; Don Profondo, a régiségekért rajongó professzor; a lengyel özvegy, Melibea márkinő és két udvarlója: a spanyol don Alvaro admirális és az orosz Libenskof gróf. A szálló vendégei elhatározzák, hogy elutaznak Reimsbe X. Károly francia király koronázási ünnepségére. Ennek nem örül Madame Cortese, a szálló tulajdonosa, hiszen a társaság nem fogja jó hírét kelteni szállodájának. Az agyonszervezett utazás végül elmarad, mert nem sikerül lovakat kapni a kocsik elé. A vendégek azonban nem esnek kétségbe, és az útra félretett pénzből fényes estélyt rendeznek a helyszínen, ahol még Melibea és Libenskof eljegyzését is sikerül tető alá hozni.